# Joaquim Diaz
Joaquim Diaz (né le 20 septembre 1973 à Hyères) est un auteur de bande dessinée français.

## Publications
- Jerry Mail, Soleil :

1. Protection assurée (dessin), avec Yves Le Hir (scénario) et Stamb (couleurs), 2000  (ISBN 2-87764-915-6)[1].
2. A Time to Die (auteur complet), 2006  (ISBN 2-84565-941-5)[2].

- Captain Perfect (scénario et dessin), avec Stamb (couleurs), Soleil, coll. « Start ! » :

1. Toxic Stories, 2003  (ISBN 2-84565-445-6)[3].
2. Toxic Hero, 2005  (ISBN 2-84565-745-5)[4].

- Harden t. 1 : Sin piedad, Le Lombard, 2013  (ISBN 978-2-8036-3091-2)[5],[6].
- Harden, Le Lombard, 2019  (ISBN 978-2-8036-3390-6). Édition intégrale reprenant le premier volume refondu et sa suite inédite[7],[8].